# Molenbaix
Molenbaix is een dorp in de Belgische provincie Henegouwen en een deelgemeente van de Waalse gemeente Celles.

## Geschiedenis
Molenbaix was een gehucht, afhankelijk van Celles, tot het in 1836 werd afgesplitst als zelfstandige gemeente. Bij de gemeentelijke herindeling van 1977 werd Molenbaix een deelgemeente van Celles.

## Bezienswaardigheden
- De Sint-Ghislenuskerk (Église Saint-Ghislain), een bakstenen neogotische kerk van 1849.
- Het Château Saint-Antoine met een 17e-eeuwse kern en 19e-eeuwse uitbreidingen.

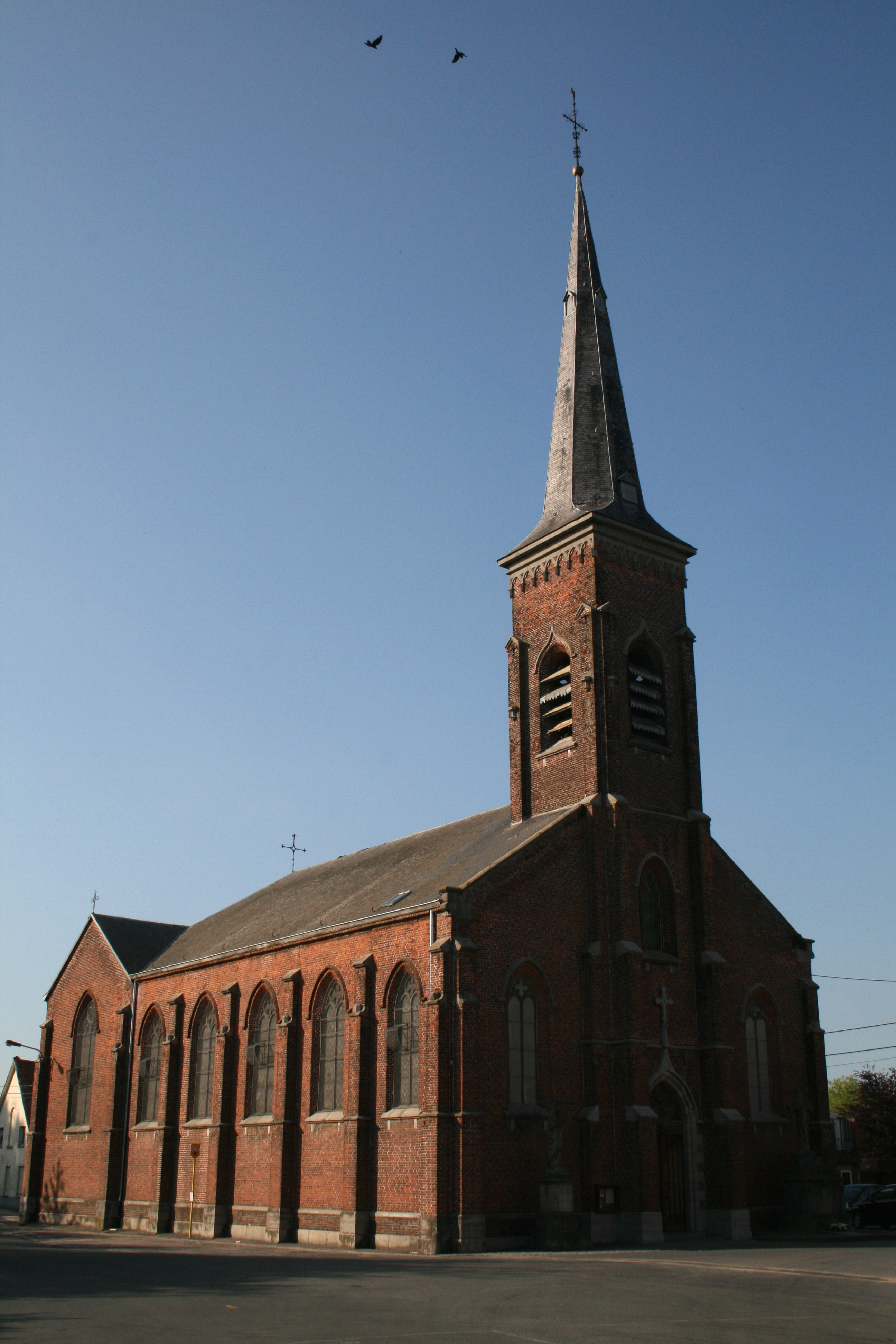
De Sint-Ghislenuskerk (1849)

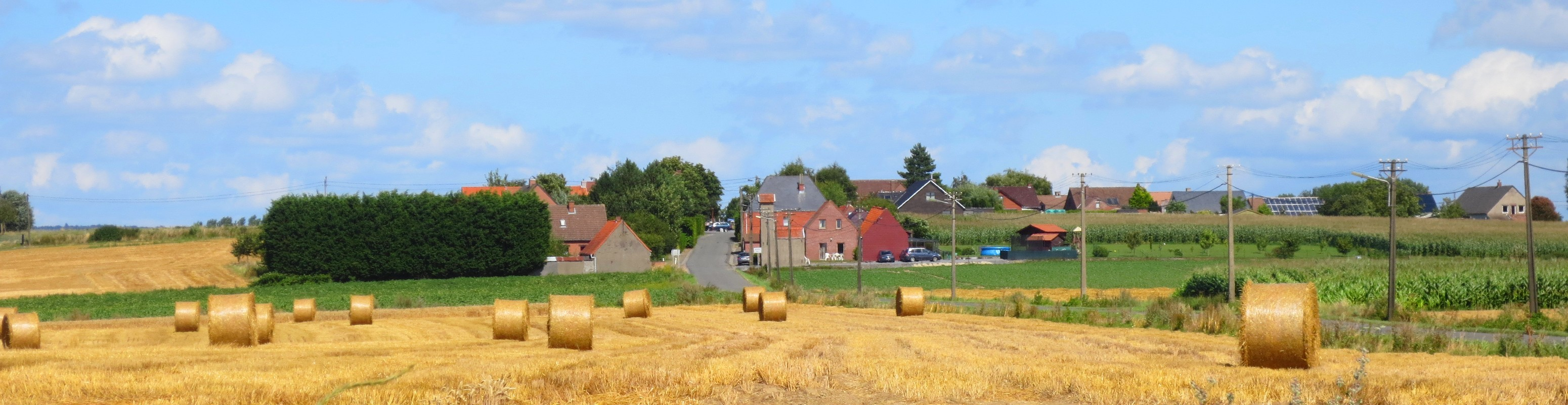
Panoramafoto van Molenbaix

## Natuur en landschap
Molenbaix ligt aan de Rieu de Billemont die uitmondt in de Rieu de la l'Haye.

## Demografische ontwikkeling
- Bronnen:NIS, Opm:1831 tot en met 1970=volkstellingen, 1976= inwoneraantal op 31 december

## Nabijgelegen kernen
Celles, Hérinnes, Mont-Saint-Aubert, Velaines